# Mecz Gwiazd PLK 1995
Mecz Gwiazd Polskiej Ligi Koszykówki 1995 – towarzyski mecz koszykówki rozegrany 9 kwietnia 1995 roku w Stalowej Woli. W spotkaniu wzięli udział czołowi zawodnicy najwyższej klasy rozgrywkowej (I liga) w Polsce. Spotkanie gwiazd odbyło się w konwencji Północ - Południe. Przy okazji spotkania rozegrano także konkursy wsadów oraz rzutów za 3 punkty. 
Głosowanie na najlepszych zawodników zorganizował tygodnik „Basket” we współpracy stalowowolską „Sztafetą”. Czytelnicy wypełniali, wycinali i wysyłali kupon ze swoimi typami do redakcji. Na tej podstawie wyłoniono uczestników imprezy.
W trakcie imprezy tygodnik „Basket” nagrodził najlepszego koszykarza oraz koszykarkę rozgrywek 1994/1995. Drogą głosowania czytelnicy przyznali statuetki Tyrice'owi Walkerowi oraz Katarzynie Dulnik. 
Zorganizowano także konkurs dla publiczności „rzut za 100 milionów”. Wojciech Królik wylosował pięciu kibiców, którzy dostali szansę powalczenia o pewną sumę pieniędzy. Mieli oni za zadanie trafić do koszą z przeciwległej linii rzutów wolnych. Żaden z kandydatów nie sprostał zadaniu.

## Konkurs rzutów za 3 punkty
Sponsorem konkursu została firma Kodak. Do rywalizacji o miano najlepszego strzelca przystąpiło ośmiu koszykarzy oraz jeden amator:
- Andrzej Adamek, Roman Rutkowski, Igor Griszczuk, Piotr Karolak, Dariusz Kondraciuk, Ronnie Battle, Adam Gołąb, Wojciech Królik, Przemysław Frankiewicz – 15-letni kibic ze Stalowej Woli.

Nastolatek dotarł do ścisłego finału, gdzie jego rywalami okazali się Adam Gołąb oraz Wojciech Królik. W rezultacie zwycięzcą ostatecznym rywalizacji został ten ostatni.

## Konkurs wsadów
W konkursie zmierzyli się Dominik Tomczyk, Martin Eggleston oraz Adam Wójcik. Wszyscy trzej panowie zniszczyli swoimi ewolucjami tablice do kosza, które popękały na drobne kawałki. Jako pierwszy dokonał tego na rozgrzewce Wójcik, następnie Tomczyk zawisł na obręczy, po czym upadł z nią na parkiet. Ostatnim, który zniszczył tablicę był Eggleston. W rezultacie zwycięzcą okazał się broniący tytułu Adam Wójcik. 
Spotkanie wygrała drużyna Północy, pokonując Południe 168–165.
- MVP – Igor Griszczuk
- Zwycięzca konkursu wsadów – Adam Wójcik
- Zwycięzca konkursu rzutów za 3 punkty – Wojciech Królik

## Składy
Pogrubienie – oznacza zawodnika składu podstawowego
Trener drużyny Północy: Wojciech Krajewski (Nobiles Włocławek)

Trener drużyny Południa: Tomasz Służałek (Polonia Przemyśl)

Sędziowie: Wiesław Zych, Janusz Kotulski, Krzysztof Koralewski
| Północ – 168          | Północ – 168      | Północ – 168             | Północ – 168 | 165 – Południe        | 165 – Południe    | 165 – Południe           | 165 – Południe |
| Zawodnik              | Kraj              | Klub                     | Pkt          | Zawodnik              | Kraj              | Klub                     | Pkt            |
| --------------------- | ----------------- | ------------------------ | ------------ | --------------------- | ----------------- | ------------------------ | -------------- |
| #10 Adam Wójcik       | Polska            | Mazowszanka Pruszków     | 22           | #11 Mariusz Bacik     | Polska            | Stal Bobrek Bytom        | 29             |
| #12 Igor Griszczuk    | Białoruś          | Nobiles Włocławek        | 21           | #15 Nathan Buntin     | Stany Zjednoczone | Polonia Przemyśl         | 20             |
| #7 Tyrice Walker      | Stany Zjednoczone | Mazowszanka Pruszków     | 20           | #8 Wojciech Królik    | Polska            | Polonia Przemyśl         | 17             |
| #5 Keith Williams     | Stany Zjednoczone | Mazowszanka Pruszków     | 15           | #14 Daryl Thomas      | Stany Zjednoczone | Polonia Przemyśl         | 10             |
| #11 Tomasz Jankowski  | Polska            | Nobiles Włocławek        | 14           | #13 Andrzej Adamek    | Polska            | Polonia Przemyśl         | 4              |
| #13 Ronnie Battle     | Stany Zjednoczone | Lech Batimex Poznań      | 20           | #10 Dominik Tomczyk   | Polska            | Śląsk ESKA Wrocław       | 25             |
| #15 Tyrone Thomas     | Stany Zjednoczone | Komfort Spójnia Stargard | 20           | #7 Roman Prawica      | Polska            | Stal Etanex Stalowa Wola | 22             |
| #4 Dariusz Kondraciuk | Polska            | Lech Batimex Poznań      | 17           | #5 Tomasz Grzechowiak | Polska            | Stal Etanex Stalowa Wola | 13             |
| #8 Roman Olszewski    | Polska            | Nobiles Włocławek        | 14           | #6 Adam Gołąb         | Polska            | Stal Etanex Stalowa Wola | 12             |
| #6 Piotr Wiktorowski  | Polska            | Polonia Warszawa         | 4            | #4 Piotr Karolak      | Polska            | Stal Etanex Stalowa Wola | 6              |
| #14 Martin Eggleston  | Stany Zjednoczone | Komfort Spójnia Stargard | 1            | #9 Daniel Puchalski   | Polska            | Polonia Przemyśl         | 4              |
| #9 Marek Sobczyński   | Polska            | Mazowszanka Pruszków     | 0            | #12 Roman Rutkowski   | Polska            | Polonia Przemyśl         | 3              |